# 楊晏綾墜樓案
楊姓少女墜樓案，又稱為楊晏綾墜樓案，是發生在桃園縣的一起命案，由於生前影像與藍可兒一樣都是在電梯出現難以解釋行為，所以被稱為「台版藍可兒」。

## 事發經過
2013年7月30日，上午9點06分39秒，就讀大興高中餐飲科的楊晏綾（1997年8月2日-2013年7月31日）從自家名為元翔天母的社區大樓電梯走出，9點10分05秒，從社區大門走出。
9點12分25秒，從7-11回來，9點13分15秒，抵達社區大樓門口。
下午1點，母親回到住處，卻不見女兒蹤影。
7月31日，下午5點，少女屍體被鄰居發現，下午6點，母親經由警方得知少女已身亡。

## 疑點
1. 最後身影舉止怪異，疑似被人跟蹤[1]
2. 陳屍地點在社區外草叢，距離外牆3.6公尺
3. 少女在6樓樓頂的鞋尖朝內，但是如果是輕生應為朝外[2]
4. 右手反握水果刀，鑑識結果沒指紋
5. 背後有三道生前傷

## 外部連結
- 少女父親臉書
- 事件專頁